# عیسیات یوسف
عیسیات یوسف (انگلیسی: Ayisat Yusuf؛ زادهٔ ۶ مارس ۱۹۸۵) بازیکن فوتبال اهل نیجریه است.
از باشگاه‌هایی که در آن بازی کرده‌است می‌توان به اشاره کرد.
وی همچنین در تیم‌های ملی فوتبال Nigeria women's national under-20 football team و نیجریه بازی کرده‌است.